# Sint-Martinuskerk (Overpelt)

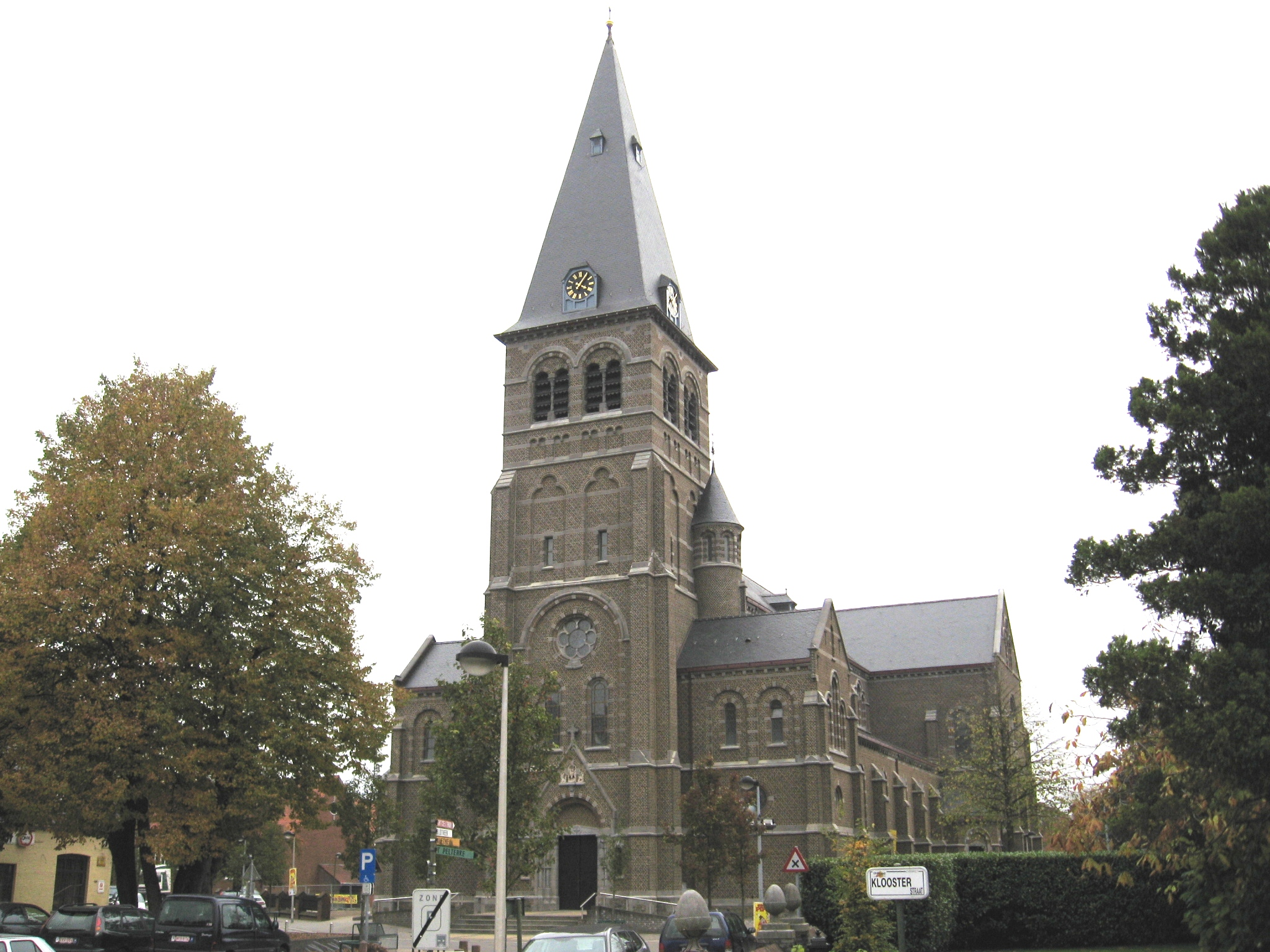
Sint-Martinuskerk

De Sint-Martinuskerk is de parochiekerk van Overpelt in de Belgische provincie Limburg. De kerk is gelegen aan de Kerkdijk.

## Geschiedenis
De parochie is waarschijnlijk in de 13e eeuw gesticht. In 1277 kwam het patronaatsrecht aan de Abdij van Floreffe. Het kerkterrein diende het vanaf de 16e eeuw als schans. Daartoe was het kerkterrein omgracht en slechts met een ophaalbrug bereikbaar. In 1568 bijvoorbeeld, zocht de bevolking meermaals haar toevlucht in de kerktoren, toen de omgeving door allerlei troepen onveilig werd gemaakt. De kerk liep schade op, die in 1600 werd hersteld. In 1614 werd een nieuwe sacristie gebouwd en een nieuw portiek. In 1865 werd de gracht gedempt. In 1912 werd de oude, ommuurde, kerk gesloopt en werd een nieuwe gebouwd. Deze werd uitgevoerd in neoromaanse stijl. Architecten waren Hyacinth Martens en Vincent Lenertz. In 1928 en 1935 werden muurschilderingen aangebracht door Peter Heidbüchel, welke later weer overschilderd werden. 

## Gebouw
Het betreft een georiënteerd, bakstenen kerkgebouw, met een ingebouwde, vierkante westtoren. Deze toren heeft vier geledingen en een licht ingesnoerde naaldspits. Het portaal wordt gesierd door een Sint-Martinusgroep.

## Meubilair
Enkele voorwerpen zijn uit de oude kerk afkomstig: Een schilderij van Sint-Maarten die zijn mantel deelt, door Willem-Jacob Herreyns, uit 1761; Een gepolychromeerd houten beeld van Sint-Antonius Abt uit begin 16e eeuw, Johannes in disco (eind 18e eeuw); houten beeld van Sint-Genoveva (16e eeuw). Ook uit de eerste helft van de 19e eeuw zijn een aantal beelden aanwezig. Voor de nieuwe kerk werden vervaardigd: Het hoofdaltaar, de zijaltaren, de preekstoel. Buiten de kerk zijn enkele 17e-eeuwse grafkruisen te zien.